# Réserve naturelle volontaire du Plan d'eau de Michelbach
La  réserve naturelle volontaire du Plan d'eau de Michelbach  (RNR 16) est une ancienne réserve naturelle volontaire française de la région Alsace. Elle a été créée en 1997, sur le territoire des communes de Michelbach et Aspach-le-Bas, dans le département du Haut-Rhin, dans l’Est de la France. Elle occupait une superficie de 121 hectares.

## Histoire du site et de la réserve
À l'origine, en 1982, ce n'est pas la protection de la faune ou de la flore qui a motivé la création d'une zone quasiment vierge de toute intervention humaine, mais l'approvisionnement en eau de l'agglomération Mulhousienne, c'est-à-dire à peu près 1/3 de la population du Haut-Rhin. Avec le temps, le lac-réservoir de Michelbach est devenu un lieu de nidification privilégié pour le gibier d'eau et les échassiers. Ce n'est que 15 ans après la construction du barrage que la réserve naturelle volontaire a été créée.
La loi de 2002 a confié la gestion des réserves volontaires à la région. Ce type de réserve étant voué à disparaître, les décideurs locaux ont présenté un dossier pour que la réserve volontaire devienne une réserve naturelle régionale.
L'ancienne RNV représente 10% du site Natura 2000 Vallée de la Doller, créé en 2004.

## Écologie (Biodiversité,  intérêt écopaysager…)
Le principal intérêt de cette réserve naturelle est lié aux milieux palustres qu'elle protège.

## Administration, Plan de gestion, règlement
Syndicat Mixte du Barrage de Michelbach 
Gestionnaire : Service des Eaux
11, av. Pdt Kennedy  68200 Mulhouse

### Outils et statut juridique
Arrêté de création : 04/07/1997 